# Distretto di Malyn
Il distretto di Malyn (in ucraino Малинський район?, Malyns'kyj rajon) era un distretto dell'Ucraina, situato nell'oblast' di Žytomyr. Il suo capoluogo era Malyn. È stato soppresso in seguito alla riforma amministrativa del 2020.